# DJ Dlee
DJ Dlee (настоящее имя — Алексе́й Оле́гович Тага́нцев; 2 марта 1975, Велиж — 12 июля 2009, Можайское шоссе, Московская область) — российский продюсер звукозаписи и диджей, работавший в таких стилях, как хип-хоп и современный ритм-н-блюз. За годы музыкальной карьеры спродюсировал и опубликовал множество миксов, в том числе — официальный микстейп Лигалайза «ЛИГА'MIX».
Абсолютный чемпион в категории R’n’B по результатам международного чемпионата диджейского мастерства Movida Corona 2004.
На заре музыкальной карьеры был командным диджеем группы «Ю.Г.», позднее выступал сольно и сотрудничал с Тимати и его группой VIP77. Погиб в автокатастрофе 12 июля 2009 года.

## Биография
Родился 2 марта 1975 года в Велиже. Учился в английской специализированной школе № 21, после окончания которой поступил в Московский технический университет связи и информатики. В 1996 году взял псевдоним Dj Dlee (то есть Длинный) и начал карьеру диджея, играя хип-хоп и R’n’b. По словам музыканта, до этого момента он сам долгое время посещал ночные клубы «и в какой-то момент понял: мне не нравится, что там играют, не нравится, как диджей работает, не нравятся подборка материала и сама техника. Мне захотелось сделать по-своему».
Любовь к хип-хопу появилась ещё в школе, когда Алексей послушал треки группы N.W.A.. В начале его карьеры современный R`n`B не был так широко популярен, как сейчас, поэтому DJ Dlee справедливо считается российским первопроходцем этого стиля.
Большую часть карьеры DJ Dlee проводил, играя музыку в клубах, хотя и не считал их основным местом работы. Музыкант не ограничивался одной Москвой — он регулярно посещал города России и зарубежья, выдавая не один десяток выступлений в год. Параллельно Алексей продюсировал молодых музыкантов, например группу «Банда» и хип-хоп исполнителя Тимати. DJ Dlee не только спродюсировал его дебютный альбом Black Star, но и снялся в клипе «В клубе», благодаря чему стал известен широкой публике.

## Смерть
Ночью 12 июля 2009 года Алексей Таганцев погиб в автокатастрофе на 37 км Можайского шоссе. Алексей ехал к себе на дачу, когда в его автомобиль Suzuki Grand Vitara врезался Mercedes, ехавший по встречной полосе. Похороны состоялись 16 июля в городе Велиже.
Смерть Таганцева упомянута в треке Тимати «Вертолёт»: «Я до сих пор молюсь, чтоб небеса мне помогли, чтоб корабли моих надежд не застревали на мели. Я до сих пор молюсь, чтоб тормоза не подвели, покойся с миром, Ратмир, покойся с миром, Dj Dlee».
4 декабря 2009 года Одинцовский городской суд Московской области признал второго участника столкновения виновным в аварии и приговорил его к 3 годам и 6 месяцам лишения свободы.

## Дискография
- 2002 — Ю.Г., Nonamerz, Da B.O.M.B. «Это только начало» (концертный альбом)
- 2004 — Moscow Finest DJs
- 2004 — DJ Dlee «R&B Summer Session», 2004
- 2004 — DJ Dlee «Blazin’ Hip-Hop and R&B in da mix vol. 1», 2004
- 2004 — DJ Dlee «Blazin’ Hip-Hop and R&B in da mix vol. 2», 2004
- 2005 — Dancehall Ragga Hip-Hop Re:Mix[7]
- 2006 — Black Star
- 2009 — Get Money (микстейп)
- 2009 — «ЛИГА'MIX»

## Достижения и рейтинги
- Награда «Funky Street» лучшему диджею года — 2003 год
- Абсолютный чемпион в направлении R’n'B на чемпионате мира по диджейскому искусству — 2004
- 66 место в списке PRO TOP 100 DJ — 2006 год